# Marcos Conigliaro
Marcos Conigliaro, né le 9 décembre 1942 à Quilmes (Argentine), est un footballeur argentin, qui évoluait au poste d'attaquant au Quilmes AC, au CA Independiente, à Chacarita Juniors, à Estudiantes, à l'Oro de Jalisco, au KSV Audenarde, au FC Lugano et à Everton ainsi qu'en équipe d'Argentine.
Conigliaro marque deux buts lors de ses quatre sélections avec l'équipe d'Argentine en 1970.

## Carrière
- 1959-1961 : Quilmes AC
- 1962-1963 : CA Independiente
- 1964 : Chacarita Juniors
- 1965-1970 : Estudiantes
- 1970-1971 : Oro de Jalisco
- 1972-1974 : KSV Audenarde
- 1974-1975 : FC Lugano
- 1976 : Everton  [2]

## Palmarès

### En équipe nationale
- 4 sélections et 2 buts avec l'équipe d'Argentine en 1970

### Avec l'Independiente
- Vainqueur du Championnat d'Argentine en 1963

### Avec l'Estudiantes
- Vainqueur de la Copa Libertadores en 1968, 1969 et 1970
- Vainqueur de la Coupe intercontinentale en 1968
- Vainqueur de la Copa Interamericana en 1968
- Vainqueur du Championnat d'Argentine en 1967 (Championnat Metropolitano)